# Осе у акцији
Осе у акцији (фр. Attaque en piqué) је дванаеста епизода прве сезоне серије Код Лиоко.

## Опис
У згради природних наука на академији Кадик, Ксена преузима контролу над осом и користи је да зарази све остале осе из осињака одакле је потекла, претходно активиравши торањ у шумском сектору.
Улрик чита у својој соби кад је писмо склизнуло испод врата: Јумино љубавно писмо које га збуњује. Замишљен, одлази у парк да размисли о писму, али је оса убола Кивија и њих двојица морају да беже из парка.
Улрик упозорава директора о агресивним инсектима који вребају тамо. Мајкл Рајли иде да их истреби и припрема опрему у шупи. Међутим, ове осе дим ни најмање не спутава и крену да јуре Мајкла пре него што поново нападну наше пријатеље, који се скривају у зградама. Џереми је убеђен да су осе Ксенино масло.
Скенер региструје активирани торањ и Од и Џереми одлуче да оду у фабрику да провере. Упозоравају Јуми преко СМС-а. Када покуша да упозори Улрика, он помиње писмо и каже Јуми да њена осећања према њему нису узвраћена, али шок је интензиван када Јуми одговори да никад није ни написала писмо; ругајући смех Сиси објашњава све, јер је она лажирала писмо и тако га послала Улрику.
Канализационе тунеле блокирају осе. Од и Џереми мењају путање и налазе Јуми и Улрика. У том тренутку, осе започињу своју главну офанзиву и небо над Кадиком је нападнуто. Ученици и ватрогасци су немоћни, скривајући се у трпезарији. Хероји стижу у фабрику, Џереми је отерао осе захваљујући ултразвучној машини.
У Лиоку, Аелита је близу торња, и такође је јуре осе, али виртуелне. Лиоко ратници су виртуелизовани и суочавају се са новим напастима. Током почетка битке они су у неповољном положају јер Улрик се чак ни не труди да извуче свој виртуелни мач, и даље је под утицајима понижења које је изазвала Сиси.
Након подршке од Јуми, Улрик одлучи да дâ одговор: он уништава два стршљена у једном потезу и наређује осталима да иду до торња. Када се Јуми девиртуелизује, он јури и уништава стршљена одговорног за то.
Аелита стиже до торња без икаквих проблема, док на Земљи осе проваљују у трпезарију. Аелита у торњу уноси код „Лиоко“, заустављајући инсекте који лете попут пикадо-стрелица и спасавајући доста људи. Покренут је скок у време.
Назад у време, Улрик се припрема за тренутак када ће Сиси унети писмо испод врата и отвара их, а Сиси бежи, поруменевши од лудила.

## Емитовање
Епизода је премијерно емитована 19. новембра 2003. у Француској. У Сједињеним Америчким Државама је емитована 4. маја 2004.